# Mahle GmbH
A MAHLE GmbH é uma empresa alemã de peças automotivas. A empresa MAHLE adquiriu o grupo Metal Leve (Mahle Metal Leve), Cofap, DANA, BEHR e Delphi Thermal, expandindo ainda mais seu ramo de atividade.
Hoje a MAHLE possui unidades em diversos paises, sendo os principais Alemanha, Brasil, Estados Unidos, China, México e Índia.
Uma empresa global com forte atuação local tem como principal diretriz a continua melhoria da performance de seus componentes. Por isso mantem diversos centros tecnológicos espalhados pelo mundo trabalhando fortemente com pesquisa e desenvolvimento de ponta para componentes automotivos. Os principais componentes automotivos fabricados pela MAHLE são: pistão, bielas, camisas, anéis, bronzinas, buchas, trem de válvula, filtros, radiadores, condensadores, compressores e ar condicionado.
No estado de São Paulo, a MAHLE possui plantas em Jaguariuna, Arujá, São Bernardo do Campo, Limeira e Mogi Guaçu. Em Minas Gerais, a planta fica localizada em Itajuba, além de possuir uma unidade na Argentina, localizada em Rafaela. 
Em 2008 a MAHLE inaugurou um novo centro de tecnologia no Brasil, localizado em Jundiaí - São Paulo, sendo considerado o mais moderno da America Latina. O novo centro de tecnologia possui laboratórios para suporte em P&D, bem como diversos bancos de teste de motores. Localizado no meio da serra do Japi, o centro de tecnológico tem o selo verde mostrando grande responsabilidade em manter total equilibrio com a natureza da região. A MAHLE Brasil é lider global em desenvolvimento de anéis e camisas.
Atualmente a MAHLE está listada entre as 10 maiores empresas do mundo no ramo, com 170 plantas, presente em 34 países e 5 continentes. Atualmente possui 15 Centros Tecnológicos espalhados pelo mundo, com mais de 6.000 profissionais dedicados.